# Cassian
Cassian er en technoproducer fra Australien.